# 二本足

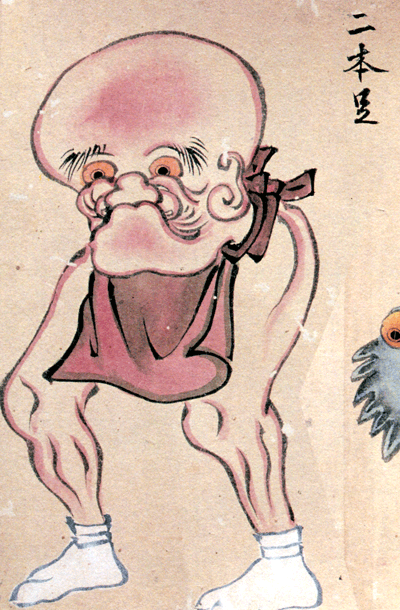
熊本県八代市の松井文庫所蔵『百鬼夜行絵巻』より「二本足」

二本足（にほんあし）は、日本の妖怪絵巻に描かれている妖怪。

## 概要
顔のすぐ下に2本の足が生えた姿で描かれている。足には白い足袋（たび）を履いている。熊本県八代市の松井文庫所蔵品である妖怪絵巻『百鬼夜行絵巻』に描かれている。おなじく江戸時代に描かれた絵巻物『百物語化絵絵巻』（1780年）にも同じ姿の妖怪が描かれており、「らちもない」という名が書かれている絵巻物も湯本豪一コレクション中に複数存在する。国立歴史民俗博物館所蔵の『化物絵巻』にも同じ妖怪が描かれているが、名前が書き込まれていない。
どのようなことをする妖怪であるのかは絵巻物にも示されていないため詳細は不明である。
水木しげるの著作では二本の足（にほんのあし）という名称で描かれ紹介されているが、正体は不明であるとしている。